# Joseph Hertz
Pour les articles homonymes, voir Hertz (homonymie).
Joseph Herman Hertz ou Joseph Hertz ou J.H. Hertz (né le 25 septembre 1872 à Zemplínska Široká dans le Royaume de Hongrie, aujourd'hui en Slovaquie, et mort le 14 janvier 1946 à Londres) est le grand-rabbin du Royaume-Uni de 1913 à 1946, un bibliste éminent.

## Biographie
Joseph Herman Hertz est né le 25 septembre 1872 à Zemplínska Široká, Royaume de Hongrie, aujourd'hui en Slovaquie,.
Il est le fils de Simon Shemariyahu Shmeral Hertz (15 juin 1847, Lastomír, Slovaquie - 19 mars 1913, New York, États-Unis) et d'Esther Fanny Hertz (née Moskowitz) (1848-1936).
Il a deux sœurs : Sadie (Simma) Binion (1877, République tchèque - 1957) et Lillian Hecht (août 1889, New York - 1975, New York) et un frère, le rabbin Tovya Hertz.

### New York
La famille de Joseph Hertz immigre aux États-Unis. Il a alors 12 ans. Elle s'installe à New York.
Il fait ses études au City College of New York, à l'université Columbia et au Jewish Theological Seminary of America, dont il sort diplômé rabbin.
Il est, selon le rabbin Louis Jacobs, le premier rabbin ordonné au Jewish Theological Seminary of America, un séminaire conservateur mais alors très proche du judaïsme orthodoxe, et il reste un rabbin orthodoxe.

### Syracuse (New York)
De 1894 à 1898, il est rabbin à Syracuse dans l'État de New York.

### Afrique du Sud
En 1898, il devient rabbin de la Witwatersrand Old Hebrew Congregation à Johannesbourg, en Afrique du Sud.
En 1899, la guerre des Boers débute. Joseph Hertz est expulsé d'Afrique du Sud par le président Paul Kruger, à cause de position pro-britannique et pour sa défense des droits religieux pour les Juifs et les catholiques.
Il retourne en Afrique du Sud en 1900, avec l'arrivée des Britanniques.

### Retour à New York
En 1912, Joseph Hertz quitte l'Afrique du Sud et retourne à New York. Il devient rabbin de la Congregation Orach Chaim à Manhattan.

### Royaume-Uni
En 1913, Joseph Hertz devient le grand-rabbin des United Hebrew Congregations of the British Empire, i.e. grand-rabbin d'Angleterre et de l'Empire britannique, position qu'il occupe jusqu'à sa mort en 1946.

### Visites en Palestine
Joseph Hertz visite pour la première fois la Palestine mandataire en 1925, pour l'inauguration de l'université hébraïque de Jérusalem, dont il devient membre du Conseil d'administration. Il fait deux autres voyages en Palestine mandataire, en 1936 et en 1940.

### Œcuménisme
Partisan de l'œcuménisme, il est le cofondateur, avec l'archevêque de Cantorbéry William Temple, du Council of Christians and Jews, en 1942. 

### Famille
Joseph Hertz épouse, Rose Freed (mai 1880, Manhattan, New York - 1930, Londres, Royaume-Uni). Elle est la fille de Moses Benjamin Freed (1852, Russie - 18 août 1891, Manhattan, mort de la fièvre typhoïde) et de Sarah Binion (1852, Russie - 27 février 1935, New York). Ils ont 6 enfants : Samuel Moses Hertz (27 février 1906, Johannesbourg, Afrique du Sud - 4 août 1979, Londres), Leon Michael Hertz (22 avril 1907, Johannesbourg - 31 janvier 1982, Haifa, Israël), Daniel Henry Hertz (6 octobre 1909, Johannesbourg - 29 août 1936, Londres), Judith (Yehudith) Helen Schonfeld (22 mai 1913, Londres - 9 mai 1987, Londres), épouse du rabbin Dr. Solomon Schonfeld,  Josephine Eva Hertz (10 septembre 1914, Londres - 9 avril 1994, Londres) et Ruth Hecht (27 mai 1919, Londres - 17 mai 2001, New York).

### Mort
Joseph Hertz meurt à Londres le 14 janvier 1946, à l'âge de 73 ans.

## Œuvres
- (en) Affirmations of Judaism, (sermons).
- (en) A Book of Jewish Thoughts,  1917.
- (en) The Battle for the Sabbath at Geneva.

## Le Chumash de Hertz
- (en) The Pentateuch and Haftorahs, 1937 connu comme le Chumash de Hertz (le Pentateuque).